# ثنائية الحجرات (علم النفس)
ثنائية الحجرات (بالإنجليزية Bicameralism، أي حالة الانقسام إلى «حجرتين»): هي فرضية في علم النفس تحاول أن تبرهن أن العقل البشري كان يعمل سابقًا بطريقة مختلفة انقسمت فيها الوظائف المعرفية بين جزء من الدماغ يبدو أنه «يتحدث»، وجزء ثان يستمع ويطيع، أي عقل ذو حجرتين.
صاغ جوليان جينز هذا المصطلح، وقدم هذه الفكرة في كتابه منشأ الوعي في انهيار العقل ثنائي الحجرات (المقصود من العنوان أن الوعي بشكله الحالي بدأ عند زوال العقل ذي الحجرتين) عام 1976، وفيه أوضح أن الحالة العقلية ذات الحجرتين كانت الطبيعية والسائدة للعقل البشري منذ ما يقارب 3000 عام، أي قرب نهاية العصر البرونزي المتوسطي.

## منشأ الوعي
يستخدم جينز مبدأ الثنائية الحكومية (أو البرلمان ذو المجلسين) استعارةً لوصف الحالة العقلية التي تُنقل فيها تجارب وذكريات من نصف الكرة الأيمن من الدماغ إلى نصف الكرة الأيسر عبر هلوسات سمعية. ويستند هذا التعبير المجازي إلى فكرة الهيمنة الجانبية لوظائف الدماغ (أي ميل بعض الوظائف العصبية أو العمليات المعرفية إلى التوضع في أحد نصفي الدماغ دون الآخر) رغم أن كلًا من نصفي الدماغ البشري الطبيعي يتصلان بشكل ثابت مع بعضهما عبر الجسم الثفني.
لا يُقصد من هذه الاستعارة أن نصفي الدماغ ذو الحجرتين «فُصلا» عن بعضهما، ولكنها تعني أن الأفراد تعايشوا مع العقل ثنائي الحجرات باعتباره مخططًا ذهنيًا منفصلًا غير واعٍ تظهر فيه إرادة الفرد عند مواجهته منبهًا جديدًا عبر آلية تحكم لغوية تبدو كهلوسات سمعية كلامية (أي يشعر الفرد أن إرادته تنبع من أوامر يتلقاها كلاميًا من مصدر خارجي).

### العقلية ثنائية الحجرات
لم تكن العقلية ثنائية الحجرات واعية لعجزها عن تفسير محتويات العقل والإفصاح عنها من خلال الإسقاط التلوي (عملية مستمرة من التفكير والتحليل والمراقبة وإعادة تفسير النشاطات والمهام الذهنية)، وتتفاعل دون وجود إدراك واضح ودون القدرة على الإسقاط التلوي الذي يمكّنها في النهاية من معرفة لماذا فعل أحدهم ما فعل؟
لذا يفتقد العقل ثنائي الحجرات للوعي التلوي وذاكرة السيرة الذاتية والقدرة على تنفيذ «وظائف الأنا» مثل شرود العقل المقصود والتأمل الواعي لمحتوى العقل.
عندما أصبحت ثنائية الحجرات طريقةً غير مناسبة في الحضارات المعقدة للتحكم الاجتماعي، اعتُمد نمط التفكير الواعي بدلًا عنها، ويقوم نمط التفكير الواعي على اكتساب اللغة المجازية التي تعلمها عبر تعرضه للممارسات السردية.
وفقًا لجينز فإن السكان الذين تمتعوا بحالة العقل ثنائي الحجرات اختبروا العالم بطريقة مشابهة إلى حد ما لشخص مصاب بالفصام. عوضًا عن صنع تقييمات واعية في المواقف الجديدة أو غير المتوقعة، سيحدث لدى الشخص هلوسة مكونة من صوت أو «إله» يعطيه نصائح إرشادية أو أوامر يطيعها دون سؤال: لا يمكن للفرد على الإطلاق أن يدرك عمليات التفكير الخاصة به في حد ذاتها.
قُدمت فرضية جينز على أنها شرح محتمل «للهلوسات الإذعانية»التي غالبًا ما توجه سلوك أولئك المصابين بأعراض الصف الأول للفصام إضافة لسامعي الأصوات الآخرين (الآخرين المصابين بالهلوسات السمعية).

### دليل جينز
وضع جينز إطارًا لهذه النظرية بأن العقل البشري وُجد في حالة ثنائية الحجرات منذ نحو 3000 سنة عبر الاستشهاد بدليل من عدة مصادر متنوعة تشمل الأدب التاريخي. اتبع جينز مقاربة متعددة التخصصات وصاغ بيانات من عدة مجالات مختلفة. أكد جينز أن البشر حتى الأزمنة التي وُصفت في إلياذة هومر لم يمتلكوا عمومًا ميزة إدراك الوعي الذاتي بعكس معظم السكان اليوم. عوضًا عن ذلك، يوجَّه الفرد ثنائي الحجرات بأوامر عقلية يعتقد أنها صادرة عن آلهة خارجية، كالأوامر التي سجلت في الأساطير والخرافات القديمة والسجلات التاريخية.
لم يتجسد ذلك في الأوامر الموجهة إلى الشخصيات المذكورة في الملاحم القديمة فحسب، بل أيضًا في آلهة الإلهام القديمة في علم الأساطير اليوناني التي «غنت» القصائد. وفقًا لجينز فإن القدامى حرفيًا سمعوا آلهة الإلهام باعتباره مصدرًا مباشرًل لموسيقاهم وشعرهم.
أكد جينز أنه في الإلياذة وأقسام الميثاق القديم لم يُذكر أي نوع من العمليات الإدراكية مثل سبر أغوار الذات، ولا يوجد ما يشير بوضوح إلى أن الكتاب كانوا واعين لذاتهم.
اقترح جينز أن الأجزاء الأقدم من الميثاق القديم (مثل كتاب آمون) لديها القليل أو لا تملك شيئًا من ميزات الكتب الأحدث من الميثاق القديم (مثل الكنائسي) والأعمال الحديثة مثل الأوديسة لهومر التي تظهر مؤشرات على وجود أنماط مختلفة كثيرًا من العقلية، أي شكل قديم (مبكر) من الوعي.
لاحظ جينز أنه في الأزمنة القديمة كانت الآلهة أكثر تعددًا وأكثر تجسيمًا من الأزمنة الحديثة، وخمن أن ذلك ناجم عن كون كل شخص ثنائي الحجرات لديه «إله» خاص به يعكس رغباته وتجاربه.
لاحظ أيضاً أنه في المجتمعات القديمة عولجت جثامين الموتى كما لو أنها ما تزال حية (كانوا يقومون بإجلاسهم وإلباسهم وحتى إطعامهم) كنوع من عبادة السلف، وفُسر ذلك بأنه يفترض أن الأجساد الميتة ما تزال حية، وهي مصدر الهلوسات السمعية.
شكّل التكيف مع المجتمع الريفي لمئة فرد أو أكثر نواة العبادة. بعكس هلوسات الحاضر بنيت أصوات الأزمنة القديمة عبر ضوابط ثقافية تهدف إلى إنتاج مجتمع عامل غير مترابط.
خمّن جينز أن هذه «الأصوات» تنشأ من نصف الدماغ الأيمن المقابل تمامًا لمراكز اللغة في الدماغ الأيسر ولا سيما المقابل لمناطق فيرنيكه وبروكا. هذه المناطق هاجعة بعض الشيء في الدماغ الأيمن في معظم البشر الحاليين، ولكن ذكر جينز أن بعض الدراسات أظهرت أن الهلوسات السمعية تتوافق مع زيادة نشاط هذه المناطق من الدماغ.
لاحظ جينز أنه حتى في زمن النشر لم يكن هناك إجماع حول منشأ الفصام أو سببه. شرح جينز أن الفصام هو بقايا حالة ثنائية الحجرات البشرية القديمة. أظهرت أدلة حديثة أن العديد من الفصاميين لا يسمعون أصواتًا عشوائيةً فحسب، بل يعانون أيضًا من هلوسات إذعانية تأمرهم بسلوكهم أو تجبرهم على ارتكاب أفعال محددة.
تأييدًا لنقاش جينز، تختلف هذه الهلوسات الإذعانية قليلًا عن أوامر الإله التي برزت بشكل مسيطر في القصص القديمة. يمكن إيجاد أدلة غير مباشرة تدعم نظرية جينز بأن الهلوسات لعبت في زمن ما دورًا هامًا في عقلية الإنسان في الكتاب الحديث: آلهة الإلهام، المعتوه، الرسل: إعادة النظر في تاريخ الهلوسات السمعية وعلمها ومعناها، لكاتبه دانييل سميث.